# Yvon Gallant
Yvon Gallant est un peintre acadien, de Moncton, né en 1950.
Il est surtout connu pour ses portraits sans visage et ses paysages urbains. 
En 1994, une exposition rétrospective du peintre intitulée Yvon Gallant: D'après une histoire vraie/ Based on a True Story a été organisée par le conservateur Terry Graff et par la Galerie d'art et Musée du Centre de la Confédération, à Charottetown.
À l'été 2018, dans le cadre des Rendez-vous Acadie Love à Caraquet, l'exposition Portraits d'Yvon Gallant a présenté près de 50 personnalités influentes de l'Acadie. 
Yvon Gallant a été élu membre de l’Académie royale des arts du Canada en 2005.